# Масан (Португалія)
Маса́н (порт. Mação; МФА: [mɐ.ˈsɐ̃w]) — муніципалітет і містечко в Португалії, в окрузі Сантарен. Розташований у центральній частині країни, на теренах історичної португальської провінції Ештремадура. Належить до Сантаренської діоцезії Католицької церкви в Португалії. Права міського самоврядування має з 1355 року. Поділяється на 6 парафій. За адміністративним поділом, чинним до 1976 року, був складовою провінції Нижня Бейра. Площа муніципалітету — 399,98 км², населення муніципалітету — 7338 ос. (2011); густота населення — 18,35 осіб/км²
. Патрон — Діва Марія. Святковий день муніципалітету — 1-й понеділок після Пасхи. Поштовий індекс — 6120.  Код місцевої адміністративної одиниці — 1413. Складова статистичного регіону Центр.

## Географія
Масан розташований в центрі Португалії, на північному сході округу Сантарен.
Масан межує на північному сході — з муніципалітетом Пруенса-а-Нова, на сході — з муніципалітетами Віла-Веля-де-Родан і Ніза, на півдні — з муніципалітетом Гавіан, на південному заході — з муніципалітетом Абрантеш, на заході — з муніципалітетами Сардуал і Віла-де-Рей, на північному заході — з муніципалітетом Сертан.

## Історія
1355 року португальський король Афонсу IV надав Масану форал, яким визнав за поселенням статус містечка та муніципальні самоврядні права.

## Населення
| Кількість мешканців | Кількість мешканців | Кількість мешканців | Кількість мешканців | Кількість мешканців | Кількість мешканців | Кількість мешканців | Кількість мешканців | Кількість мешканців | Кількість мешканців | Кількість мешканців | Кількість мешканців | Кількість мешканців | Кількість мешканців | Кількість мешканців | Кількість мешканців |
| ------------------- | ------------------- | ------------------- | ------------------- | ------------------- | ------------------- | ------------------- | ------------------- | ------------------- | ------------------- | ------------------- | ------------------- | ------------------- | ------------------- | ------------------- | ------------------- |
| 1864                | 1878                | 1890                | 1900                | 1911                | 1920                | 1930                | 1940                | 1950                | 1960                | 1970                | 1981                | 1991                | 2001                | 2011                |                     |
| 11 746              | 12 172              | 13 691              | 15 525              | 17 132              | 17 392              | 18 806              | 20 659              | 21 814              | 19 045              | 15 190              | 12 234              | 10 060              | 8 442               | 7 338               |                     |